# Iryna Koliadenko
Iryna Volodymyrivna Koliadenko (ukrainien : Ірина Володимирівна Коляденко), née le 28 août 1998 à Radomyshl, est une lutteuse ukrainienne concourant en moins de 65 kg. Elle est médaillée de bronze olympique en 2021 à Tokyo, vice-championne du monde en 2019 à Nour-Soultan et championne d'Europe en 2021 à Varsovie et 2023 à Zagreb.

## Carrière
En 2018 et 2019, elle remporte la médaille de bronze dans l'épreuve féminine de style libre de 65 kg aux Championnats du monde de lutte Espoirs, qui se sont tenus respectivement à Bucarest, en Roumanie et à Budapest, en Hongrie.
En 2020, elle remporte l'une des médailles de bronze dans l'épreuve des moins de 65 kg aux Championnats d'Europe 2020 qui se sont tenus à Rome, en Italie ; dans son match pour la médaille de bronze, elle bat la Roumaine Kriszta Incze. En mars 2021, elle se qualifie pour les Jeux olympiques d'été de 2020 en remportant le tournoi européen de qualification face à Anastasija Grigorjeva en finale. un mois plus tard, elle remporte la médaille d'or dans l'épreuve des 62 kg aux Championnats d'Europe de lutte 2021 qui se sont tenus à Varsovie, en Pologne ; elle bat la lutteuse hongroise Marianna Sastin en finale.
Elle remporte l'une des médailles de bronze dans l'épreuve féminine de style libre de 62 kg aux Jeux olympiques d'été de 2020 à Tokyo, au Japon ; elle s'incline en demi-finale face à la kirghize Aisuluu Tynybekova 10 à 0 mais remporte le bronze en battant une nouvelle fois Anastasija Grigorjeva.
En décembre 2022, l'équipe d'Ukraine remporte la coupe du monde par équipe en battant la Chine 6 à 4, ayant pu compté sur la victoire d'Iryna Koliadenko face à la Chinoise Xinyuan Sun
Elle remporte la médaille d'or des moins de 62 kg aux Championnats d'Europe de lutte 2023 à Zagreb.
Lors des jeux olympiques d'été de 2024, elle remporte la médaille d'argent en lutte libre femmes des moins de 62kg tenus à Paris en France.

## Palmarès

### Jeux olympiques
- Médaille d'argent en moins de 62kg aux jeux olympiques d'été de 2024 à Paris.
- médaille de bronze en moins de 62 kg aux Jeux olympiques d'été de 2020 à Tokyo

### Championnats du monde
- médaille d'argent en moins de 65 kg aux Championnats du monde 2019 à Nour-Soultan

### Championnats d'Europe
- médaille de bronze en moins de 65 kg aux Championnats d'Europe 2020 à Rome
- médaille d'or en moins de 62 kg aux Championnats d'Europe 2021 à Varsovie
- médaille d'or en moins de 62 kg aux Championnats d'Europe 2023 à Zagreb